# Sheftalia

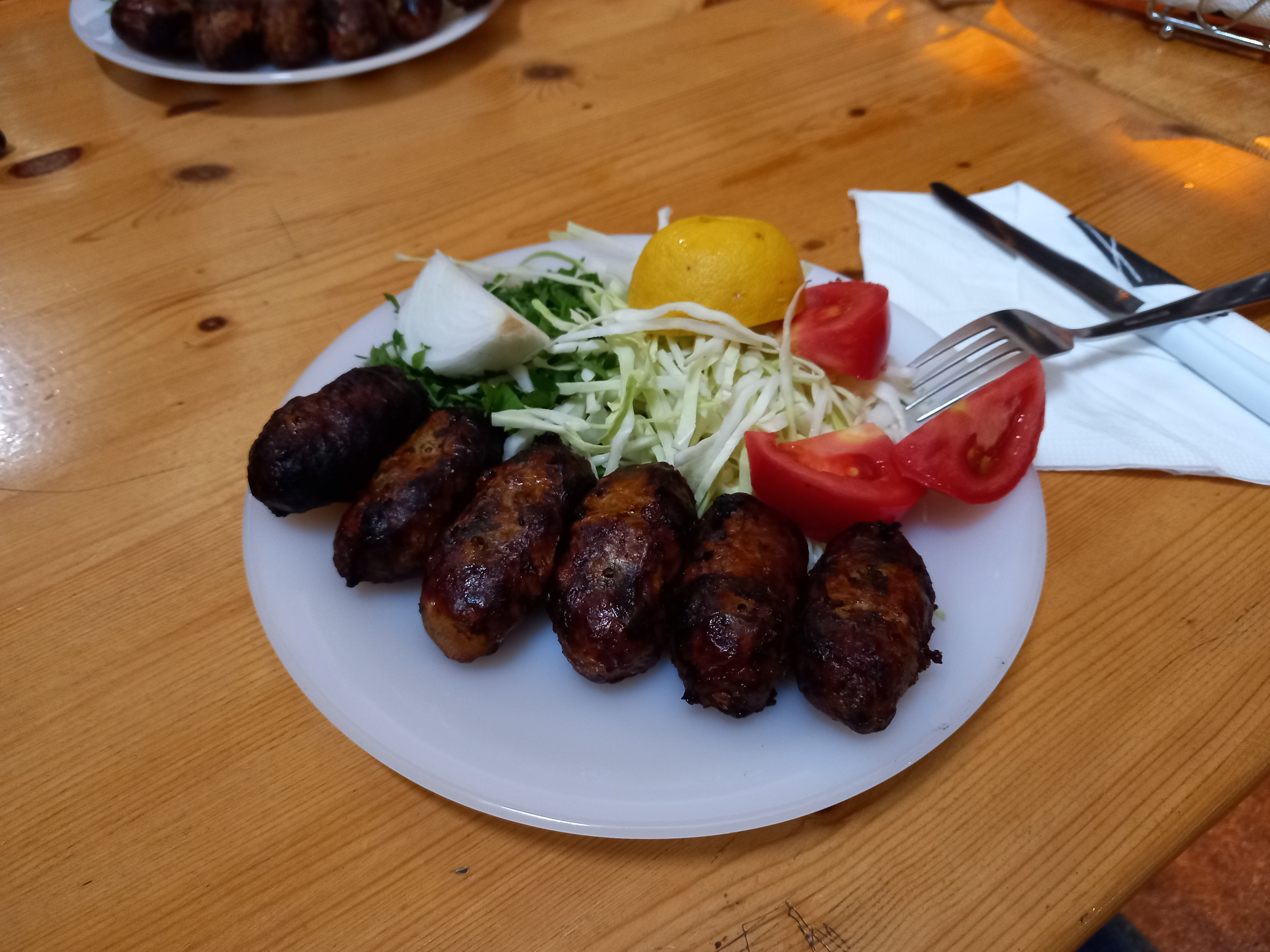
Zubereitete Sheftalia

Sheftalia (griechisch σιεφταλιά oder σεφταλιά, türkisch şeftali) ist eine Spezialität auf der Insel Zypern. Sie gehört dort zu den beliebtesten Fleischgerichten. Es handelt sich um eine Art Crépinette, eine Wurst ohne Haut, wobei ein Fettnetz verwendet wird, anstatt die Bestandteile in eine Wursthülle einzuwickeln. Die Füllung wird aus Schweine- oder Lammfleisch in gehackter Form hergestellt. Das Fettnetz wird um die aus dem Hack geformten Würstchen gelegt und schmilzt beim Grillen.

## Zutaten und Zubereitung
Die Füllung besteht aus gehacktem Schweine- oder Lammfleisch aus der Schulter oder dem Bein. Dies wird mit fein gehackten Zwiebeln, Petersilie sowie Salz und Pfeffer gewürzt und zu kleinen runden Kugeln geformt. Die Kugeln werden mit einem Fettnetz umhüllt und anschließend gegrillt. Auf Zypern werden Sheftalia zumeist mit Fladenbrot oder in einer Pita mit Salat oder Gemüse serviert.